# La Ricamarie
La Ricamarie est une commune française située dans le département de la Loire en région Auvergne-Rhône-Alpes.
En langage familier, la ville est appelée « La Ric » (également écrit « La Ric' »), et la mairie a fait évoluer son logo en 2022 pour le mettre en évidence.

## Géographie

### Localisation
La Ricamarie se situe dans la vallée de l'Ondaine, à une altitude de 580 m à l'hôtel de ville. Cette commune se trouve dans le sud du département ligérien, au sein de Saint-Étienne Métropole, à 6 km de Saint-Étienne. aux confins du Pilat et proche de la Haute-Loire.

## Géologie et relief
La superficie de la commune est de 6,95 km2 ; son altitude varie de 528  à   841 mètres.
Le territoire communal se trouve au-dessus du bassin houiller de la Loire.

### Voies de communication et transports

#### Voies routières
La commune est traversée par deux voies express, la route nationale 88 reliant l'agglomération stéphanoise à Firminy et au Puy-en-Velay et la route métropolitaine M201, itinéraire de contournement reliant l'autoroute A72 (vers Roanne et Clermont-Ferrand) à la route nationale 88 où l'échangeur est situé sur le territoire de la commune.
Les routes métropolitaines M33, M88 et M3088 desservent la commune.

#### Transports en commun
La commune est desservie par les lignes M1 et 70 du réseau STAS.

#### Transports ferroviaires
Une gare ferroviaire est implantée sur la ligne de Saint-Georges-d'Aurac à Saint-Étienne-Châteaucreux : la gare de La Ricamarie, desservie par des TER Auvergne-Rhône-Alpes reliant Lyon ou Saint-Étienne-Châteaucreux à Firminy, Bas-Monistrol ou Le Puy-en-Velay.

### Climat
Pour des articles plus généraux, voir Climat d'Auvergne-Rhône-Alpes et Climat de la Loire.
En 2010, le climat de la commune est de type climat des marges montargnardes, selon une étude du Centre national de la recherche scientifique s'appuyant sur une série de données couvrant la période 1971-2000. En 2020, Météo-France publie une typologie des climats de la France métropolitaine dans laquelle la commune est exposée à un climat de montagne ou de marges de montagne et est dans la région climatique Nord-est du Massif Central, caractérisée par une pluviométrie annuelle de 800 à 1 200 mm, bien répartie dans l’année.
Pour la période 1971-2000, la température annuelle moyenne est de 10,2 °C, avec une amplitude thermique annuelle de 16,7 °C. Le cumul annuel moyen de précipitations est de 818 mm, avec 8,8 jours de précipitations en janvier et 6,7 jours en juillet. Pour la période 1991-2020, la température moyenne annuelle observée sur la station météorologique de Météo-France la plus proche, « Saint-Étienne », sur la commune de Saint-Étienne à 4 km à vol d'oiseau, est de 11,4 °C et le cumul annuel moyen de précipitations est de 793,9 mm,. Pour l'avenir, les paramètres climatiques de la commune estimés pour 2050 selon différents scénarios d'émission de gaz à effet de serre sont consultables sur un site dédié publié par Météo-France en novembre 2022.
| Mois                                  | jan.           | fév.           | mars           | avril         | mai          | juin          | jui.         | août          | sep.          | oct.          | nov.          | déc.           | année      |
| ------------------------------------- | -------------- | -------------- | -------------- | ------------- | ------------ | ------------- | ------------ | ------------- | ------------- | ------------- | ------------- | -------------- | ---------- |
| Température minimale moyenne (°C)     | 0,2            | −0,1           | 2,5            | 5,8           | 9,1          | 13,1          | 14,7         | 14,2          | 11            | 8,3           | 4,2           | 1,1            | 7          |
| Température moyenne (°C)              | 3              | 3,4            | 7,1            | 10,8          | 14,1         | 18,6          | 20,5         | 19,9          | 16,1          | 12,2          | 7,4           | 4,1            | 11,4       |
| Température maximale moyenne (°C)     | 5,9            | 6,9            | 11,6           | 15,8          | 19,1         | 24            | 26,3         | 25,6          | 21,3          | 16,2          | 10,6          | 7,1            | 15,9       |
| Record de froid (°C) date du record   | −12,9 13.01.03 | −15,6 05.02.12 | −16,5 01.03.05 | −4,5 08.04.21 | 0,1 06.05.10 | 4,4 02.06.06  | 7,4 10.07.07 | 7,4 31.08.06  | 2,1 27.09.10  | −5 26.10.03   | −8,7 28.11.13 | −11,1 26.12.10 | −16,5 2005 |
| Record de chaleur (°C) date du record | 18,2 10.01.15  | 20,9 23.02.20  | 24 30.03.21    | 27,8 22.04.18 | 32 13.05.15  | 36,8 27.06.19 | 39 07.07.15  | 38,6 24.08.23 | 33,5 05.09.23 | 29,9 02.10.23 | 23,1 02.11.20 | 18,3 05.12.06  | 39 2015    |
| Précipitations (mm)                   | 41,8           | 38,7           | 39,7           | 62,7          | 83,7         | 80,6          | 78,7         | 79,4          | 65,1          | 81            | 87,1          | 55,4           | 793,9      |

## Urbanisme

### Typologie
Au 1er janvier 2024, La Ricamarie est catégorisée grand centre urbain, selon la nouvelle grille communale de densité à sept niveaux définie par l'Insee en 2022.
Elle appartient à l'unité urbaine de Saint-Étienne, une agglomération inter-départementale regroupant 32  communes, dont elle est une commune de la banlieue,,. Par ailleurs la commune fait partie de l'aire d'attraction de Saint-Étienne, dont elle est une commune du pôle principal,. Cette aire, qui regroupe 105 communes, est catégorisée dans les aires de 200 000 à moins de 700 000 habitants,.

### Occupation des sols
L'occupation des sols de la commune, telle qu'elle ressort de la base de données européenne d’occupation biophysique des sols Corine Land Cover (CLC), est marquée par l'importance des territoires artificialisés (50,2 % en 2018), en augmentation par rapport à 1990 (44,2 %). La répartition détaillée en 2018 est la suivante :
prairies (28,3 %), zones urbanisées (25,6 %), zones industrielles ou commerciales et réseaux de communication (19,3 %), forêts (12,1 %), milieux à végétation arbustive et/ou herbacée (9,3 %), mines, décharges et chantiers (5,3 %), terres arables (0,1 %). L'évolution de l’occupation des sols de la commune et de ses infrastructures peut être observée sur les différentes représentations cartographiques du territoire : la carte de Cassini (XVIIIe siècle), la carte d'état-major (1820-1866) et les cartes ou photos aériennes de l'IGN pour la période actuelle (1950 à aujourd'hui).

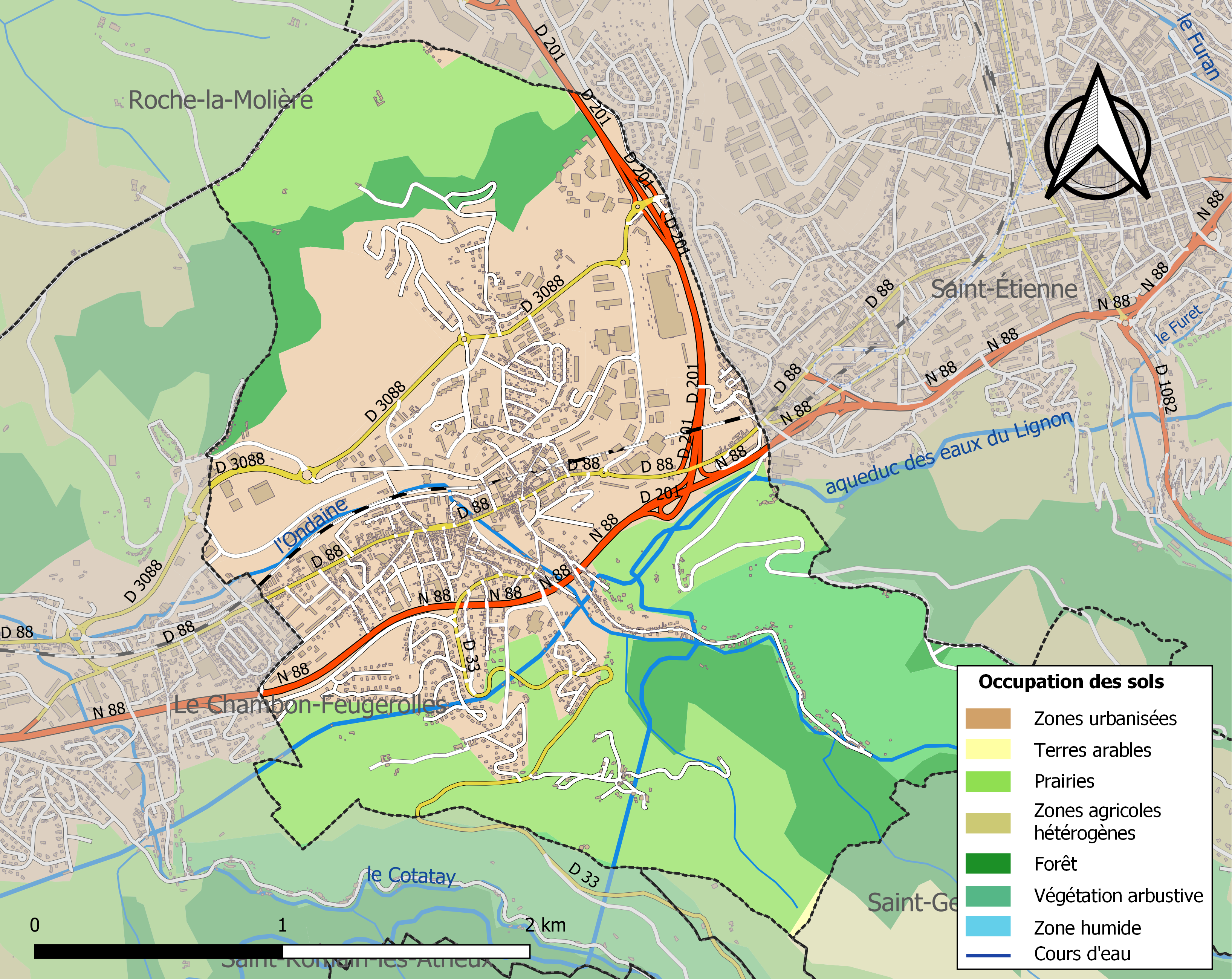
Carte des infrastructures et de l'occupation des sols de la commune en 2018 (CLC).

## Toponymie
Voir la section historique de l'article.

## Histoire

### Origines: de Tiregarne à La Ricamarie
Les travaux et aménagements réalisés pendant la période contemporaine, liés à l'implantation de l'industrie et à l'extraction du charbon, ont probablement détruit tout ou partie des traces d'occupation ancienne. La présence possible d'un ancien oppidum au lieu-dit non localisé Bouthéon reste aujourd'hui une théorie qu'aucune recherche archéologique n'est venue confirmer.
L'actuel quartier de la Romière, classé prioritaire, est situé sur l'ancien chemin des pèlerins reliant Lyon au Puy-en-Velay, la Via romipedum a Lugduno ad Podium.
Au XIVe siècle, il est fait mention d'un hôpital sur le territoire de l'actuelle commune.
Dénommée Tiregarne jusqu'au XVe siècle, le lieu-dit prend ensuite le nom de la Rycamarie puis la Ricamarie, probablement tiré d'un propriétaire, monsieur Raquamier ou Récamier,.
Certains évoquent une autre étymologie hypothétique, d'origine latine, en rapport avec son passé minier : ricamina ou ricaminera, signifiant une riche mine.
Jusqu'en 1711, l'église de La Ricamarie dépend de la paroisse de Saint-Étienne.
La Ricamarie n'est érigée en commune qu'en 1843.

### Depuis leXVIIIesiècle
C'est surtout l'activité proto-industrielle, celle des forges installées sur le bassin versant de l'Ondaine et l'exploitation des mines de charbon qui est à l'origine du développement du secteur de La Ricamarie. On dénombrait déjà trois mines en 1709 (la Mine, la Béraudière, le Montcel) et en 1843, la commune comptait quatre compagnies minières, sous le contrôle d'une seule autorité locale dès 1841.
Située sur un carrefour entre deux axes de communication de la Loire au Rhône et de Lyon au Puy-en-Velay La Ricamarie est alors partagée entre Valbenoîte, Saint-Genest-Malifaux, Montaud et le Chambon-Feugerolles. Cette situation rendant difficile le contrôle des hommes et des marchandises il est décidé — au milieu du XIXe siècle — de créer une commune indépendante. Cette dernière voit le jour le 22 juillet 1843.

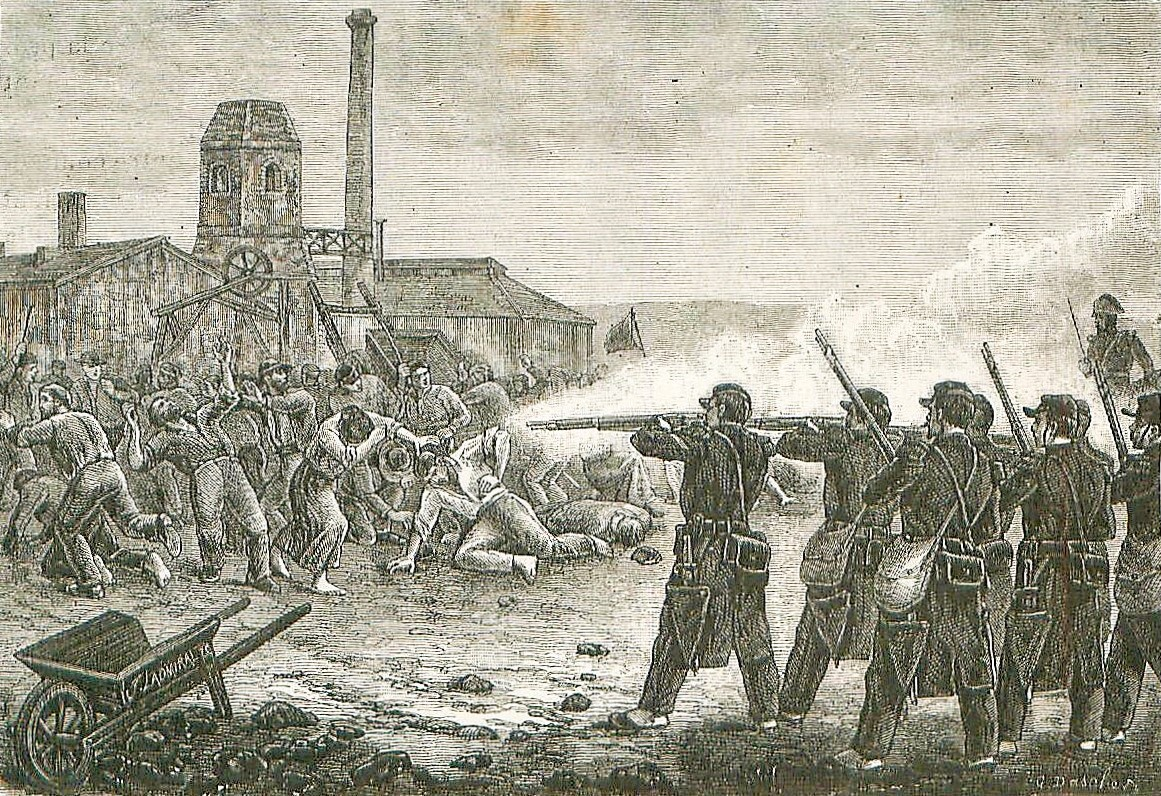
Civils et mineurs de fond tués par l'infanterie lors de la fusillade du Brûlé à La Ricamarie, le 16 juin 1869.

La Ricamarie fut un haut lieu de la lutte des mineurs français pour l’amélioration de leurs conditions de vie et de travail (avec notamment Michel Rondet). Le principal évènement eut lieu le 16 juin 1869, au lieu-dit le Brûlé, lorsque le 4e régiment d'infanterie de ligne tira sur la population rassemblée au ravin du Brûlé : la fusillade du Brûlé fit 14 morts dont un enfant de 16 mois et de nombreux blessés. En octobre 1869, un mouvement similaire dans le bassin houiller d'Aubin dans l'Aveyron fera également 14 morts.
De ce contexte minier très rude, ressort aussi l'appel que le curé de La Ricamarie fait en chaire, lors de la grande grève des mineurs de 1948, à soutenir largement les mineurs en lutte.

## Blasonnement
|  | Les armoiries de La Ricamarie se blasonnent ainsi : De gueules à la filière d'or; à la massette posée en pal et à deux pics de mineurs brochant en sautoir, le tout d'argent brochant en chef sur la filière, à la lampe de mineur allumée d'or, son réservoir au bouchon d'argent timbré d’un coq d'or, à l'étrier de laquelle est appendue une boussole d'argent la bordure d'or et à l'aiguille mise en bande et écartelée d'or et d'argent, adextrée d’une étoile à six rais d'or et senestrée d'un élément du Monument des Étoiles du même, le tout posé sur un tas de charbon de sable, ombré d'argent et brochant sur la filière. |

## Politique et administration

### Tendances politiques et résultats
Marc Faure est réélu en 2014 avec 56,01 % des voix au premier tour, battant Joëlle Ricard-Fourneyron (45,98 %). Le taux de participation est de 48,42 % ; sur les 29 sièges du conseil municipal, le maire, une élue de la majorité et une élue d'opposition siègent aussi au conseil communautaire.
La Ricamarie est la seule ville du département de la Loire où le RN n’est pas arrivé en tête aux élections européennes du 9 juin 2024, où Jordan Bardella n'est arrivé que deuxième, avec 29,69 % des voix (contre 30,11% en 2019), derrière Manon Aubry (LFI), en tête des avec 31,85 % (contre 9,83% en 2019) et le candidat du PCF (8,46% contre 15,18% en 2019), dans une ville à l'histoire sociale minière très forte, toujours détenue par ce parti. Raphaël Glucksmann obtient 6,36% contre 4% en 2019,. La participation est en nette hausse avec 42,07% contre 38,66% en 2019,.

### Liste des maires
Les maires sont d'abord des cadres supérieurs des Mines ou des républicains modérés. À partir de 1919 et jusqu'en 1940, la municipalité évolue vers la gauche. Jean-Marie Pons meurt pendant son mandat, remplacé ainsi par André Allette.
Les élections étant supprimées sous le gouvernement de Vichy, une délégation spéciale remplace le conseil municipal puis le maire est nommé par l'État. Après la libération, Auguste Poinat est maire du Comité de Libération.
La mairie passe à gauche, avec une majorité communiste dès 1947. La longévité de Fernand Montagnon, qui transmettra sa fonction à son premier adjoint Marc Faure en 1990, est le symbole d'une longue continuité politique. Pourtant, en 1995, la droite emmenée par Georges Berne remporte les élections. La gauche reprend les commandes en 2001, de nouveau avec Marc Faure.
Georges Berne a été porté sous les feux de l'actualité en 2005 par sa condamnation pour trafic d'influence et harcèlement sexuel, faits confirmés par la cour d'appel de Lyon. M. Berne s'est alors pourvu en cassation, mais son pourvoi a été rejeté, confirmant ainsi sa condamnation (2007)[réf. nécessaire].

### Jumelages
- Pyskowice (Pologne) depuis 1998.

## Population et société

### Démographie
L'évolution du nombre d'habitants est connue à travers les recensements de la population effectués dans la commune depuis 1846. Pour les communes de moins de 10 000 habitants, une enquête de recensement portant sur toute la population est réalisée tous les cinq ans, les populations de référence des années intermédiaires étant quant à elles estimées par interpolation ou extrapolation. Pour la commune, le premier recensement exhaustif entrant dans le cadre du nouveau dispositif a été réalisé en 2004.

En 2022, la commune comptait 8 162 habitants, en évolution de +3,02 % par rapport à 2016 (Loire : +1,32 %, France hors Mayotte : +2,11 %).
| 1846  | 1851  | 1856  | 1861  | 1866  | 1872  | 1876  | 1881  | 1886  |
| ----- | ----- | ----- | ----- | ----- | ----- | ----- | ----- | ----- |
| 3 921 | 2 739 | 3 338 | 3 273 | 4 131 | 5 264 | 6 700 | 6 773 | 6 330 |

| 1891  | 1896  | 1901  | 1906  | 1911  | 1921  | 1926   | 1931   | 1936   |
| ----- | ----- | ----- | ----- | ----- | ----- | ------ | ------ | ------ |
| 7 044 | 7 310 | 8 873 | 9 078 | 9 927 | 9 873 | 10 522 | 10 246 | 10 162 |

| 1946  | 1954   | 1962   | 1968   | 1975   | 1982  | 1990   | 1999  | 2004  |
| ----- | ------ | ------ | ------ | ------ | ----- | ------ | ----- | ----- |
| 9 683 | 10 915 | 11 902 | 11 539 | 10 426 | 9 644 | 10 246 | 8 438 | 8 073 |

| 2006  | 2009  | 2014  | 2019  | 2022  | - | - | - | - |
| ----- | ----- | ----- | ----- | ----- | - | - | - | - |
| 7 917 | 7 966 | 7 848 | 7 872 | 8 162 | - | - | - | - |

## Économie
Parler des nombreuses petites PME de mécanique générale et autres entreprises familiales. Certaines ont fait faillite, d'autres...

## Culture locale et patrimoine

### Lieux et monuments
- Le sentier du Mineur

Il s'agit d'un sentier touristique et historique de 6,5 km permettant de découvrir différents sites de l'histoire minière de La Ricamarie. Son départ a lieu sous la statue de Michel Rondet puis on découvre successivement le musée de la Mine, la fresque murale du fronton des écoles du Centre, la chapelle polonaise dans le quartier du Montcel, la cité minière des Mas, le monument du Brûlé, le puits des Combes et son site, le crassier Saint-Pierre, la cité minière des Combes.
- Le puits des Combes

Fondé en 1931, inscrit à l'inventaire supplémentaire des monuments historiques sur demande de la municipalité depuis le 3 novembre 2003, il s'agit d'un des derniers puits de mine des vallées de l'Ondaine et du Gier. Bure reliant plusieurs galeries, profond de 469 mètres, le puits a cessé son activité en 1973. Une reconversion culturelle a été envisagée mais rien n'a été décidé jusqu'à aujourd'hui.
- Le lavoir de la Verrerie

Situé au 63 rue de la Libération, ce dernier lavoir public de la ville témoigne de la vie quotidienne des femmes dans le passé ainsi que la vie sociale en général puisqu'il était un lieu d'échange et de communication.
- L'église Notre-Dame

La première chapelle fut créée en 1710 puis agrandie en église avec la construction d'un clocher. En 1976, la paroisse, la municipalité et la population sont contraintes d'élaborer un projet de nouvelle église puisque l'église tombe en ruine. En 1980, la nouvelle architecture voit le jour : seul clocher d'origine, rénové, témoigne de l'ancienne église. À l'intérieur, on peut remarquer la nef hexagonale et trois statues en bois représentant sainte Barbe, saint Éloi et saint François Régis.
- Le barrage de l'Ondenon

Construit entre 1901 et mai 1904 dans la vallée de l'Ondenon, à l'entrée de la forêt, ce barrage est formé d'un mur curviligne de 32,60 m de hauteur au-dessus du lit et de 128 m de longueur en couronnement.
- La statue Michel Rondet

cf. paragraphe « Personnalités liées à la commune »
- Le monument des Étoiles

Cette sculpture de bronze de Victor Caniato commémore les événements du printemps 1869 (cf. paragraphe « Histoire »). Inaugurée le 24 juin 1989, l'œuvre est située au carrefour des routes de Caintin et du puits des Combes. D'une hauteur de 3,60 m, elle est pourvue de 14 étoiles symbolisant les victimes de la fusillade, dont les noms sont gravés sur la table d'offrande. L'enfant endormi à leurs pieds représente quant à lui l’avenir et l’espoir des hommes.
- Le Monument de La Versanne

Situé dans le parc du Pilat, à La Versanne, cette stèle rappelle le nom des 23 victimes d'un épisode local de la Seconde Guerre mondiale : en juillet 1944, ces 23 résistants (dont une jeune fille), pour la plupart d'origine polonaise, ont été massacrés par les soldats allemands.

#### Équipements divers
- Sports :
  - Gymnase Youri-Gagarine ;
  - Complexe sportif de Caintin ;
  - Halle des sports Jules-Vallès ;
  - Salle Pierre-Poty ;
  - Salle Louis-Daquin ;
  - Médiathèque municipale Jules-Verne ;
  - Salle Valette ;
  - École intercommunale des arts La Ricamarie/Le Chambon Feugerolles ;
  - Salle Fernand-Montagnon ;
  - Le musée de la Mine

Créé en 1980 à l'initiative de la section locale des mineurs CGT, il est situé place des Écoles-du-Centre. La collection est constituée d'outillage, d'instruments, d'équipements de mineur et de géomètres, de roches, de fossiles, de documents, d'archives, de photos. On peut aussi y admirer une reconstruction grandeur nature d'une galerie en deux techniques différentes, cadre métal et boisage à anglet ainsi que les maquettes du puits des Combes et du puits Pigeot. D'anciens mineurs entretiennent le musée et en assurent les visites sur rendez-vous.
L'amical laïque Ricamarie section basket évolue au plus haut niveau régional en RM1

### Personnalités liées à la commune
- Michel Rondet (1841-1908), syndicaliste, mineur à La Ricamarie, fondateur des Syndicats et Fédérations des Mineurs de France. Une statue de bronze lui rend hommage sur la place de la Mairie qui porte désormais son nom. Haute de 2,10 mètres et pesant 450 kg, elle est l’œuvre du sculpteur Joseph Lamberton.
- Émilienne Dux (1874-1950), actrice et sociétaire de la Comédie-Française, née à La Ricamarie.
- Pétrus Faure (1891-1985), député, militant ouvrier et fondateur du Parti d'unité prolétarienne, maire du Chambon-Feugerolles, né à La Ricamarie.
- Alexandre Drevet (1920-1991), résistant, fondateur du Camp Wodli, maquis FTPF, né à la Ricamarie.
- Théo Vial-Massat (1919-2013), résistant, homme politique français, maire PCF de Firminy de 1971 à 1992 et député à plusieurs reprises.
- Jean Dautriat, médecin ayant exercé à La Ricamarie, connu pour son ouvrage Ouilla ! docteur... (1979).
- Josiane Mathon-Poinat (1954-), femme politique, y est née.
- Adel Chedli (né en 1976), footballeur né dans la commune.